# Радист

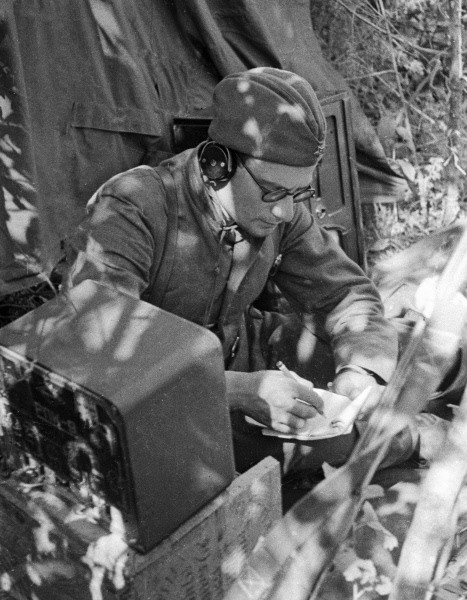
Радист приймає зведення Радінформбюро, червень 1942, фото Сергія Лоскутова

Радист — фахівець з передачі й прийому повідомлень по радіо. Також цим терміном називають і аналогічну професію. Різновид професії зв'язківця. У вузькому значенні слова — особа, яка виконує свої обов'язки щодо приймання — передавання знаків азбуки Морзе через канали радіозв'язку. В широкому значенні радист — особа, яка працює, обслуговує, ремонтує засоби радіозв'язку. Іноді цю професію поєднують з іншою, наприклад: стрілець-радист, штурман-радист так далі.

## Особливості
Професія радиста використовується в багатьох сферах людської діяльності — у морі, на ріках, в авіації, у космонавтиці, на землі.
Ця професія пов'язана з винаходом радіо.
Радист працює на радіостанції. Він зайнятий прийомом і передачею радіограм.

## Різновиди

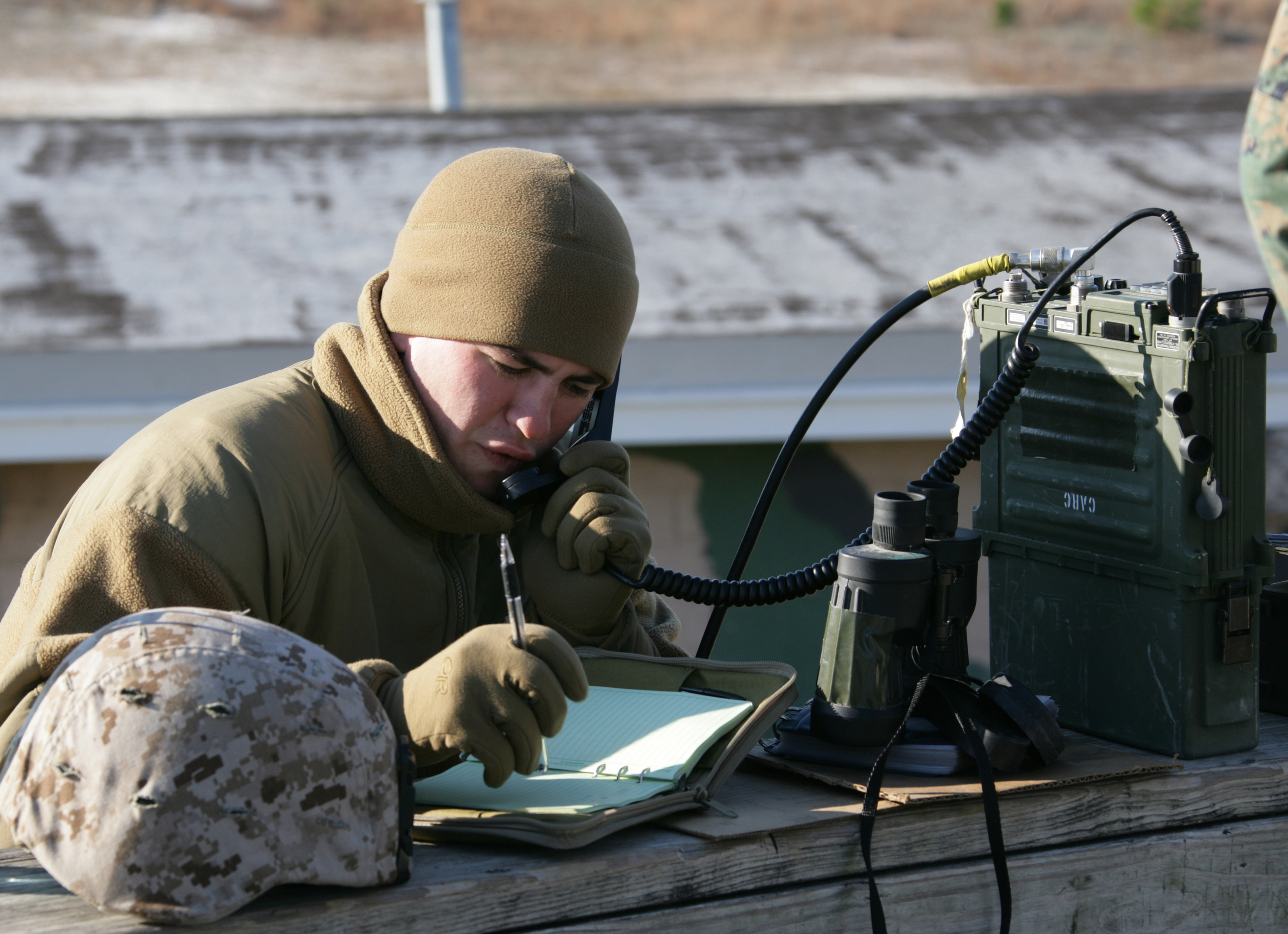

- Посадова особа, що здійснює безпосередні приймання передачу сигналів азбуки Морзе на телеграфному ключі (чи комбіноване приймання — передавання: наприклад, приймання записом олівцем радіограми — робота в ефір телеграфним ключем; приймання на телеграфний апарат чи апарат Бодо, робота в ефір давачем Р-010 тощо),— називається радіотелеграфістом[1].
- Радистом називають і начальника радіостанції (радіовузла, радіоцентра), і радиста-механіка (особу, яка налаштовує збуджувач, передавач і приймач у радіостанції, проте азбукою Морзе працює обмежено, скажімо, в передбачених посадовою інструкцією випадкаж передає символ Ж[2] для налаштування певних характеристик канала)[3]
- Різновидами радиста вважаються радіорелейні, тропосферні механіки
- В авіації радист — це технік (повністю спеціалізація називається «Радіо і РЕБ»), який вводить на землі параметри апаратури ближньої і дальньої навігації, РЕБ літака перед польотом, замінює блоки апаратури для ремонту їх в ТЕЧі чи на ремонтних підприємствах МО.
- Радистами є фахівці радіорозвідки, спецрадіозв'язку[4] У кожній групі спецпризу є радист-шифрувальник.

## Нагороди

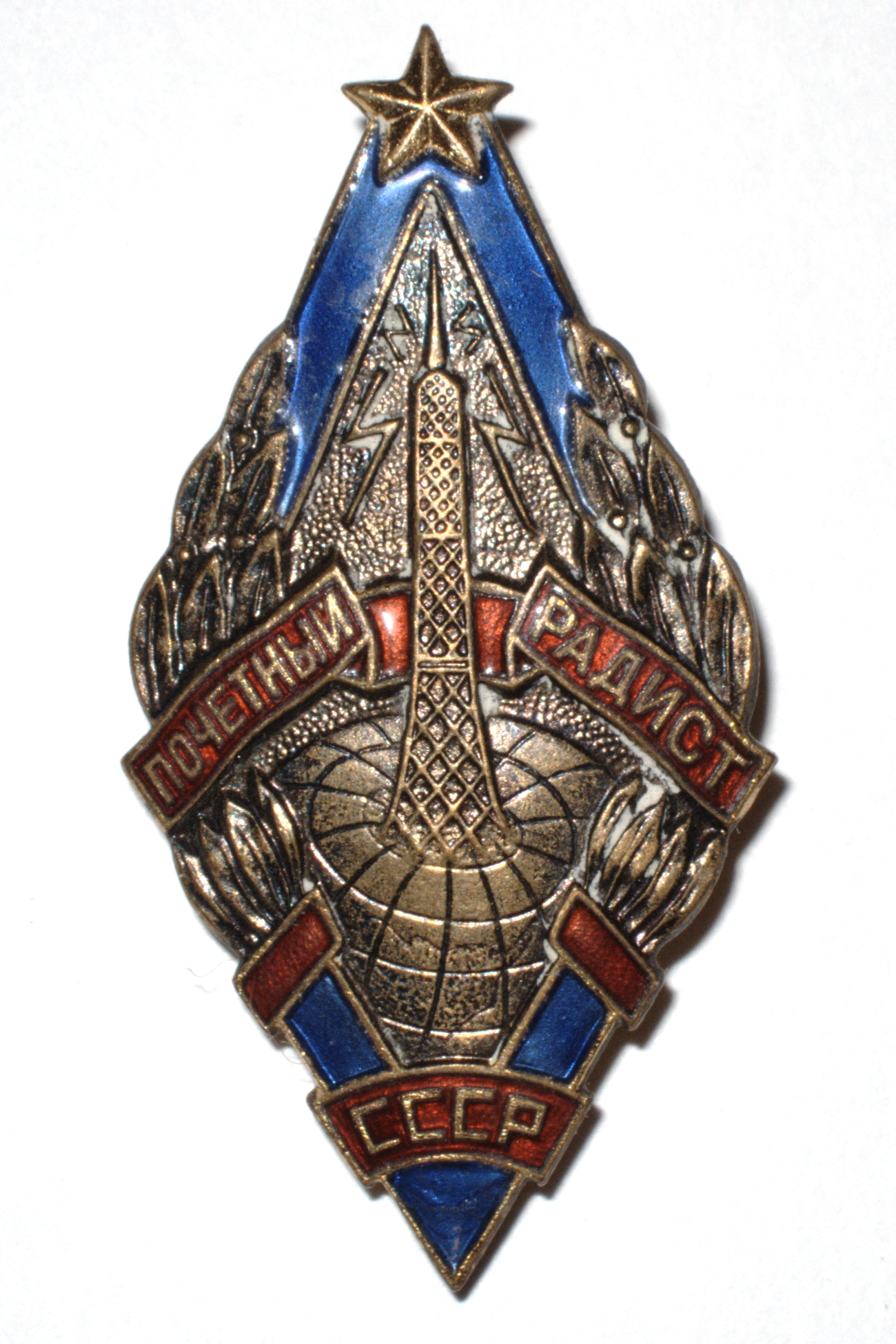
Нагрудний знак «Почесний радист СРСР»

З цією професією пов'язані наступні нагороди:
- Почесний радист СРСР — нагрудний знак
- Почесний радист Росії — нагрудний знак

## Фільми
Фільми про професію радиста:
- Над нами Південний Хрест
- Якщо хлопці всього світу

## Книги
- Кренкель Е. Т. Чотири товариша. М.: Художня література, 1940. — 316 с.
- Кренкель Е. Т. RAEM — мої позивні. М.: Радянська Росія, 1973. — 436 с.
- Кремер Б. А. Ернст Кренкель — радист і полярник. — Наш Кренкель. Л.: Гидрометеоиздат, 1977.